# Cristopher Toselli
Cristopher Benjamín Toselli Ríos (Antofagasta, Xile, 15 de juny de 1988) és un futbolista xilè que juga com a porter per la Universidad de Chile.